# アセンズ (オハイオ州)
アセンズ（Athens）は、アメリカ合衆国オハイオ州南東部に位置する都市。州都コロンバスの南東約115kmに位置する。オハイオ大学の大学町である。また、市を挙げてのハロウィンのパーティーでも知られる。人口は23,832人（2010年国勢調査）。アセンズに郡庁を置くアセンズ郡1郡のみで成る小都市圏は64,757人（2010年国勢調査）の人口を抱えている。

## 歴史
今日のアセンズがあるこの地には、紀元前10世紀から2世紀にかけてアデナ文化が、また紀元前3世紀から7世紀にかけてホープウェル文化が興り、塚を造る古代のネイティブ・アメリカンが住み着いていた。18世紀中盤には、この地にはアルゴンキン諸族の1氏族であるショーニー族が住み着いていた。1794年にトーマス・キッチンが描いた地図によると、この地にはまだ入植地は存在していなかった。1797年、この地に最初のヨーロッパ人入植者がやってきて、この地を開墾し、農地を造った。翌1798年、この地により多くのヨーロッパ人が入植し、入植地が創設された。1803年にこの地を含むオハイオが州に昇格し、1805年には、この一帯がワシントン郡から分割される形で、ギリシャの首都アテネの名を取ったアセンズ郡が創設され、その郡庁がアセンズに置かれた。

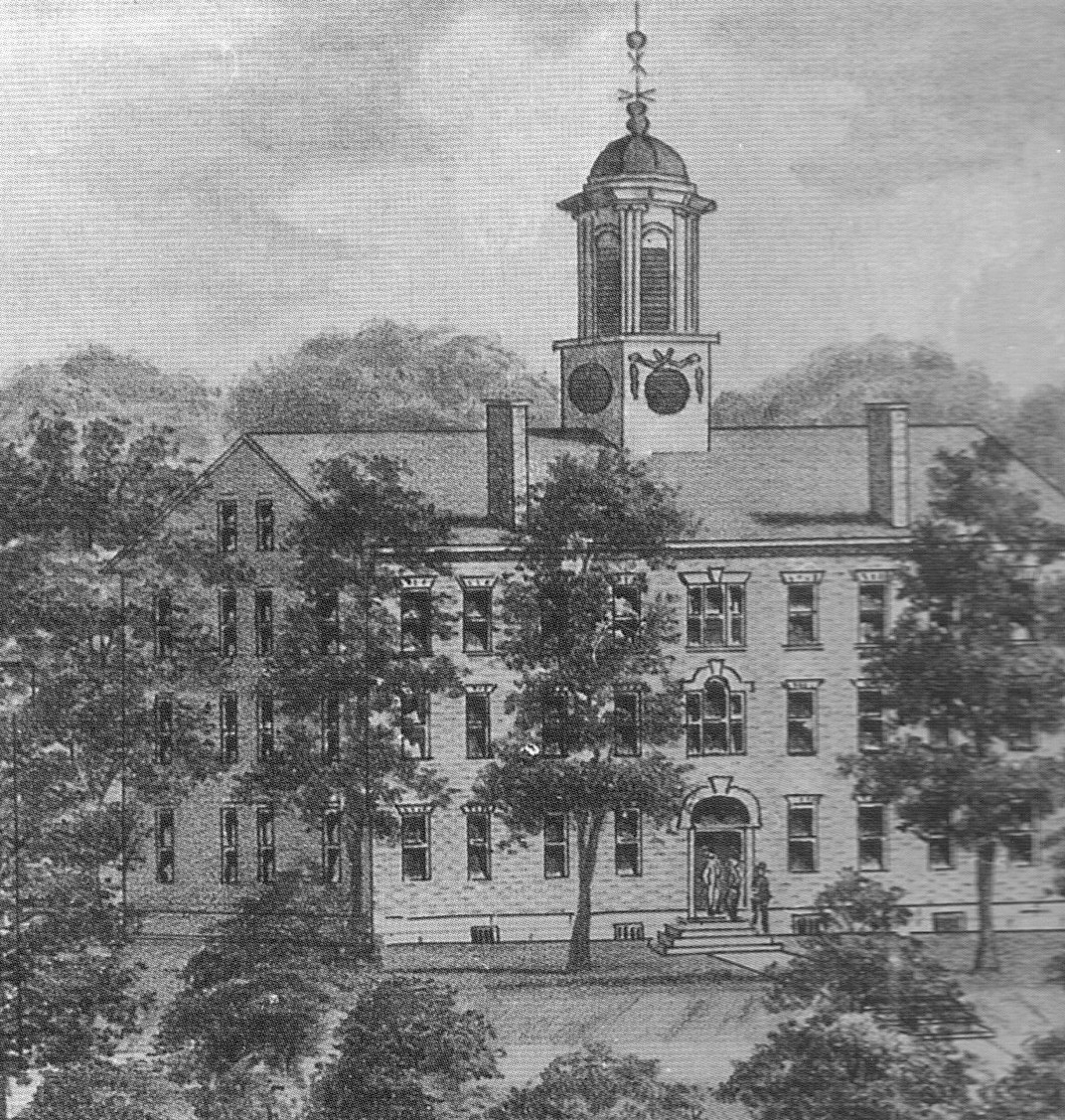
オハイオ大学のカレッジ・エディフィスは、北西部領土初の高等教育機関の建物であった。

オハイオ大学はアメリカ合衆国史上初めて、連邦政府による寄贈によって創立した教育機関であった。1787年7月、連合会議は新たに創設された北西部領土内に、「学問を行う機関を設けるのにふさわしい2つのタウンシップ」をオハイオ会社に与えた。その後1801年11月23日、および1802年1月23日にチリコシーで開かれた領土議会では、アセンズに「アメリカン・ウェスタン大学」という名の大学の創設が可決され、北西部領土知事アーサー・セントクレアが承認した。しかし、この法案の下でアメリカン・ウェスタン大学という名の大学が創立されることは無かった。やがて、オハイオの州昇格後、1804年2月18日に、オハイオ州議会はアセンズにオハイオ大学を創設する新たな法案を可決した。

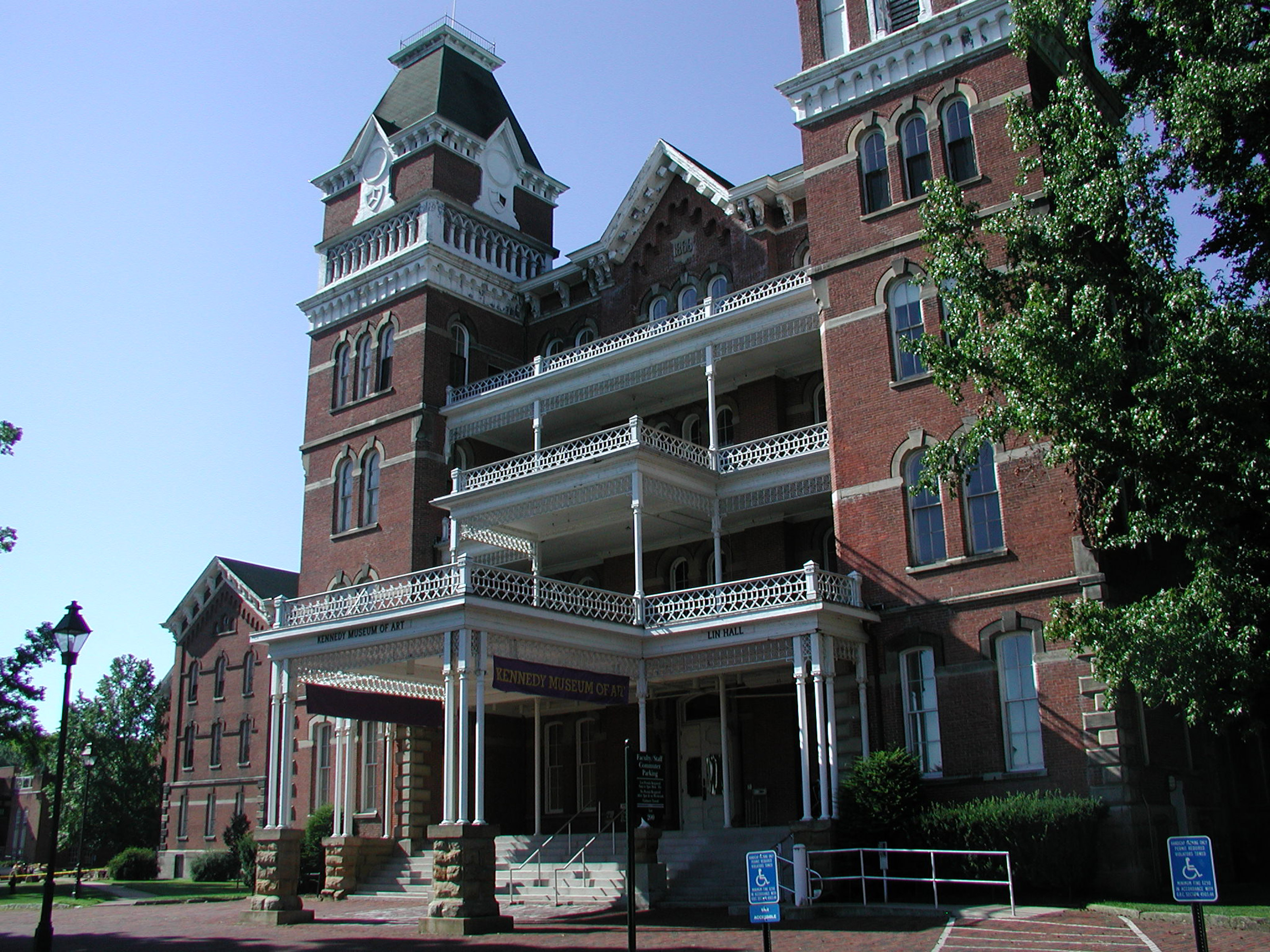
アセンズ州立病院。1980年に国家歴史登録財に指定された。現在はオハイオ大学のケネディ美術館になっている。

初期のアセンズを支えた産業は塩の精製であった。やがて時代が下ると、製鉄および採炭が主産業となっていった。1843年にはホッキング運河が開通し、オハイオ川からホッキング川をさかのぼってアセンズへ、そしてその北西郊のネルソンビルや、その先のランカスターやオハイオ・エリー運河へと通ずる水上交通路が確立された。1857年には、アセンズに初めてとなる鉄道が開通した。19世紀後期には、アセンズとネルソンビルを結ぶ都市間鉄道が走った。1874年にはアセンズ州立病院が開院し、19世紀後期におけるアセンズ最大の雇用主となった。
1904年8月19日、合衆国陸軍とオハイオ州兵とがアセンズの近郊で合同訓練を行っていた際、合衆国陸軍の複数の兵士が酔っ払い、オハイオ州兵の憲兵に逮捕された。この逮捕に怒った合衆国陸軍はアセンズに80-100人の歩兵隊を送り、逮捕した兵士の釈放を要求した。やがて事態はアセンズ市内、ワシントン・ストリートでの銃撃戦へと発展し、死者1人、負傷者5人を出した。
1910年の国勢調査で、アセンズは人口5,463人を数えた。オハイオ州の市制施行要件であった人口5,000人を超えたことを受けて、その翌々年、1912年にアセンズは市制を施行した。オハイオ大学、およびアセンズ市は第二次世界大戦後、そしてベトナム戦争中に人口を大きく伸ばした。1970-80年代には成長が鈍化し、人口は減少したものの、その後は微増に転じている。

## 地理
アセンズは北緯39度19分45秒 西経82度5分46秒 / 北緯39.32917度 西経82.09611度に位置している。州都コロンバスからは南東へ約115km、ウェストバージニア州チャールストンからは北北西へ約140kmに位置する。
アメリカ合衆国国勢調査局によると、アセンズ市は総面積26.03km2（10.05mi2）である。そのうち25.46km2（9.83mi2）が陸地で0.57km2（0.22mi2）が水域である。総面積の2.19%が水域となっている。

### 地形と地質
アセンズはアルゲイニー台地上でも、氷河に覆われていなかった地域に位置している。氷河による浸食を受けなかったため、アセンズとその周辺は比較的山がちであり、起伏に富んでいる。しかしながら、標高は平坦な土地の上にあるコロンバスよりも低く、市中心部の標高は219mである。

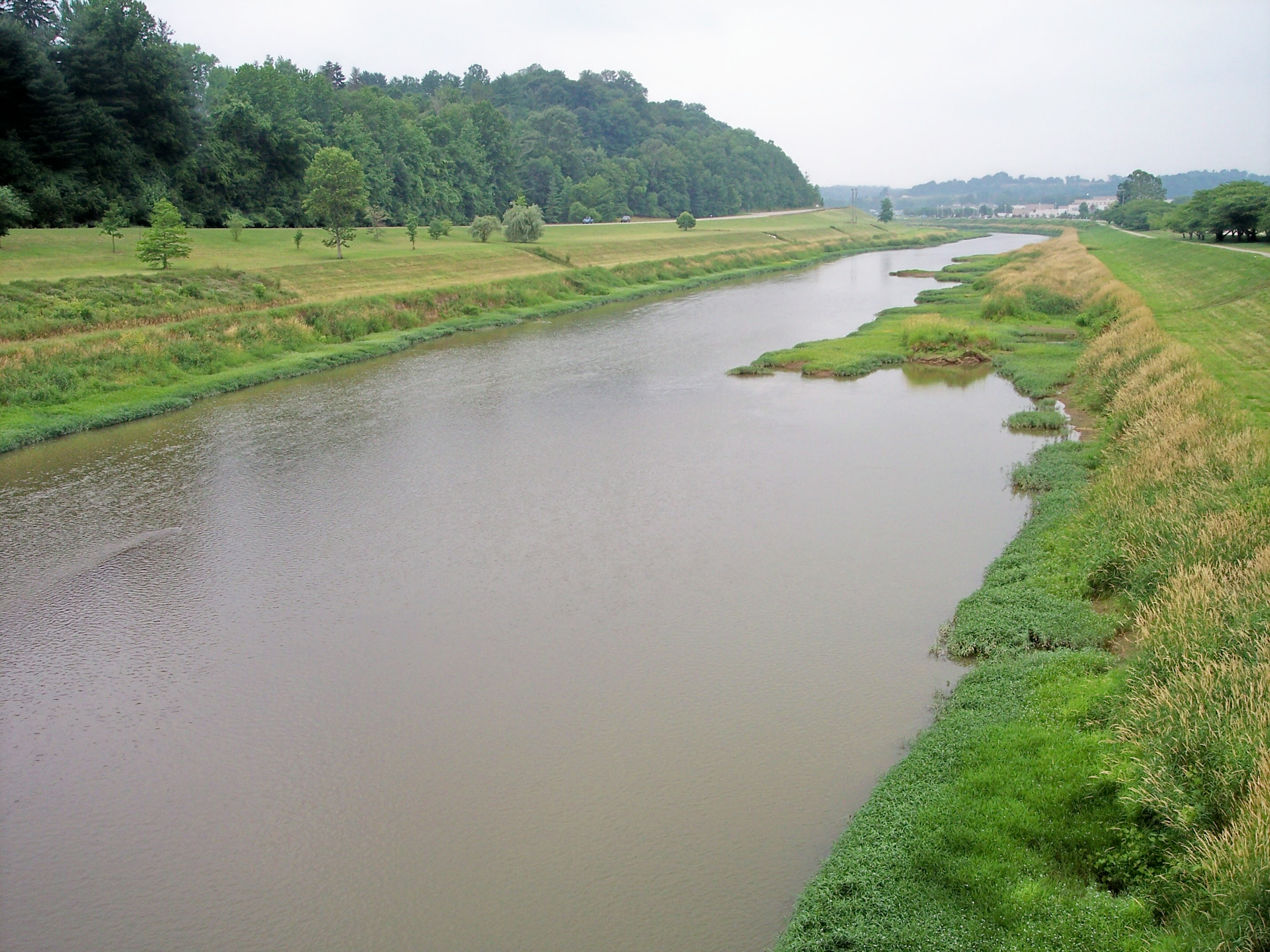
流路をまっすぐにし、川幅も広げられた、アセンズ市内のホッキング川

アセンズ市域の大部分はオハイオ川の支流であるホッキング川の氾濫原の上に広がっている。そのためアセンズは有史以来、数々の洪水に見舞われてきた。そのうち特に顕著なのは、1832年、1873年、1907年、1937年、1949年、1964年、および1968年に起きたものであった。1969年に陸軍工兵隊が行ったホッキング川の流路変更および拡幅工事、およびその後の治水の成果もあり、現在ではホッキング川の水位上昇による街への被害は大幅に減少している。
地質学的には、アセンズとその周辺地域の基岩は、概ね砂岩および頁岩から成っている。頁岩層の表面は滑らかで、この層から成る丘の斜面上に建てられた構造物には滑落の危険性がある。しかし、コーネルビル砂岩など、丘の上に覆い被さっている砂岩層の上は安全である。例えば、アセンズ州立病院は1860年代後期に建設された建築物であるが、丘の上という立地が幸いして、現在においても完全に安定している。また、この地の砂礫層は帯水層となっており、アセンズの水道水は全て、この帯水層から17本の井戸で汲み上げた地下水によって賄われている。

### 気候
アセンズの気候は中西部としては温暖な部類に入り、夏は南部同様に暑く湿気が多いものの、同緯度の東海岸諸都市と比べると冬の寒さが厳しい、内陸性の気候である。最も暖かい7月の平均気温は23℃、日中の最高気温の平均は29℃に達する。最も寒い1月の平均気温は氷点下1℃、最低気温の平均は氷点下6℃まで下がる。1年を通じて平均的に降水があり、降水量は月間約60-120mm、年間約1,000mmである。また、州北部・エリー湖岸のクリーブランド等と比べるとかなり少ないものの、冬季には降雪も見られる。12月から3月までの降雪量は月間7.5-19cm程度、ひと冬では約54cmである。ケッペンの気候区分では、アセンズは温暖湿潤気候（Cfa）に属する。
|               | 1月  | 2月  | 3月  | 4月  | 5月   | 6月  | 7月   | 8月  | 9月  | 10月 | 11月 | 12月 | 年      |
| ------------- | ---- | ---- | ---- | ---- | ----- | ---- | ----- | ---- | ---- | ---- | ---- | ---- | ------- |
| 平均気温（℃） | -1.1 | 0.3  | 5.1  | 11.1 | 16.4  | 20.9 | 22.7  | 22.1 | 18.0 | 11.9 | 6.3  | 0.5  | 11.2    |
| 降水量（mm）  | 81.3 | 63.5 | 99.1 | 91.4 | 114.3 | 99.1 | 104.1 | 91.4 | 81.3 | 68.6 | 83.8 | 78.7 | 1,005.8 |

### 都市概観

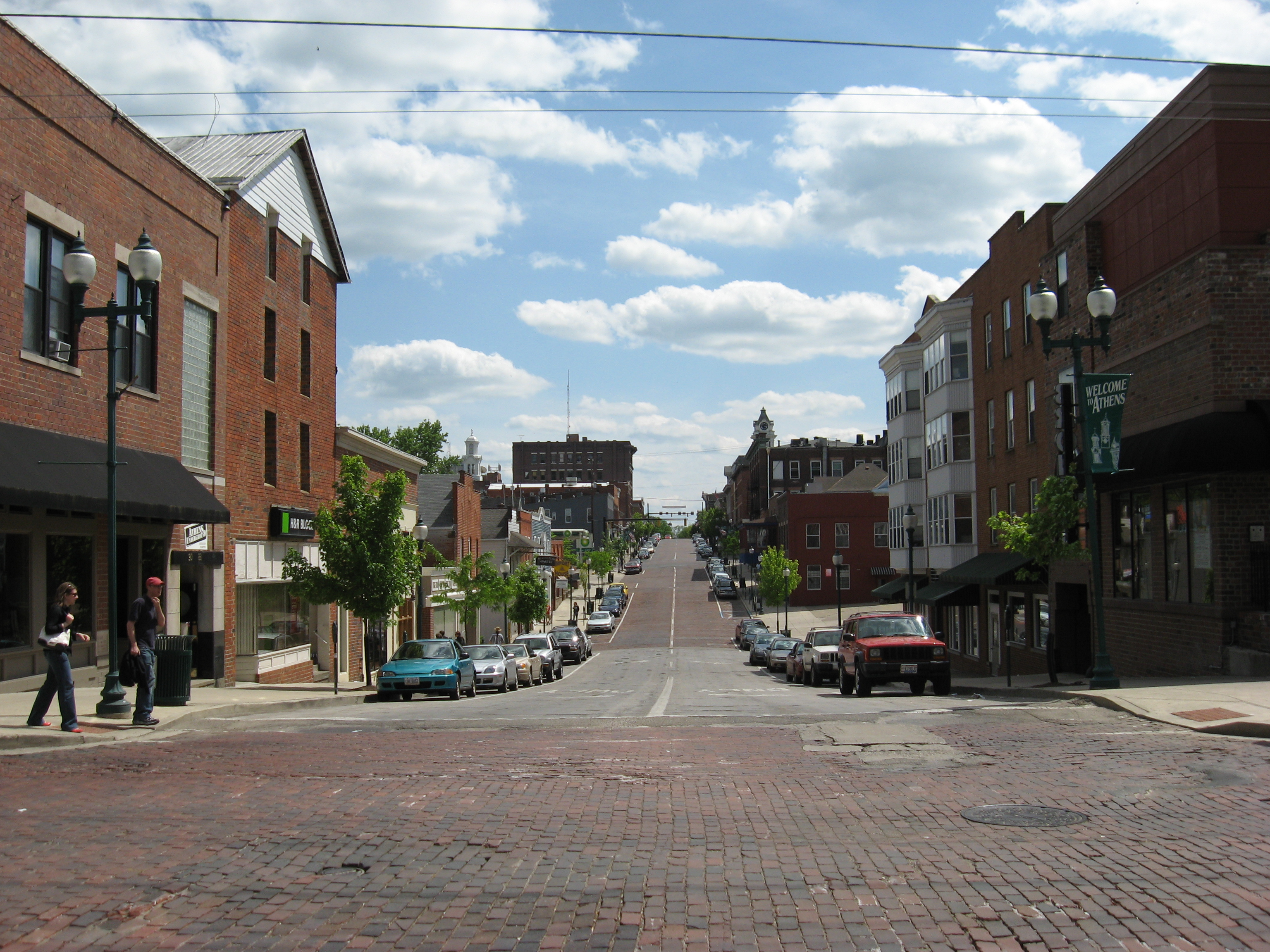
アセンズ・ダウンタウン歴史地区の街並み

起伏に富んだ地形のため、アセンズの街路は市中心部においてもやや入り組んでいる。市中心部においては、東西に通る通りはコート・ストリートを境に東（E）と西（W）に、また南北に通る通りはワシントン・ストリートを境に南（S）と北（N）にそれぞれ分かれている。
コート・ストリートは市の目抜き通りであり、そのユニオン・ストリート以北、カーペンター・ストリート以南は各種店舗や銀行、飲食店、ナイトクラブ、映画館などが建ち並ぶ、市の商業中心地となっていると共に、アセンズ・ダウンタウン歴史地区として1982年に国家歴史登録財に指定されている。コート・ストリートとワシントン・ストリートの南西角にはアセンズ郡地方裁判所が、また北東角の教会堂の東隣にはアセンズ市庁舎がそれぞれ立地している。また、サウス・コングレス・ストリートがウェスト・ユニオンストリートに突き当たる南側には、現在はオハイオ大学のハニング・ホールとなっている、旧アセンズ郵便局が立地している。このハニング・ホールには、同学の生涯学習・遠隔学習部門が設置されている。アセンズ郡地方裁判所、アセンズ市庁舎、および旧アセンズ郵便局の3つの建物は、アセンズ政府建築物群として、1979年に国家歴史登録財に指定された。
市中心部の南側、ワシントン・ストリートの1ブロック南を通るユニオン・ストリート以南、ホッキング川以北は、その大部分がオハイオ大学のキャンパスで占められている。

## 政治
| アセンズ郡地方裁判所 |  | アセンズ市庁舎 |
| アセンズ郡地方裁判所 |  | アセンズ市庁舎 |

アセンズは市長制を採っている。市長室は市政府の最高執行責任部門であり、市長、サービス・安全局長、シティー・プランナー、公共料金徴収局、および人事局から成っている。市長の任期は4年で、全市からの投票により選出される。また、サービス・安全局長は市長によって任命される。
市の立法機関である市議会は議長、書記官、および7人の議員からなっている。議長は全市からの投票で選出され、その任期は2年である。7人の議員のうち、4人は市を4つにわけた小選挙区から1人ずつ選出され、残りの3人は全市から選出される。市の条例では、市議員の定数はアセンズの市域人口が25,000人に達するまでは最少人数の7人（選挙区4人+全市3人）で、それを超えた場合は人口15.000ごとに、32人を上限として定数を1人増やし、また定数が15人を超えた場合は、定数5人あたり1人を全市からの選出とし、残りを選挙区からの選出とすると定められている。市議員の任期は2年である。
オハイオ州は Swing State と呼ばれる、大統領選挙において共和党と民主党の勢力が拮抗している州の中でも最大の人口、（減少傾向にはあるものの）最大の代議士数を有し、大統領選挙での勝敗に最も直結しやすい、最も重要な州であるが、州南東部は概ね農村部であり、共和党の勢力がやや強い。しかしながら、大学町ということもあって、アセンズは進歩と自由の気風が強く、アセンズ市およびアセンズ郡では、特に1960年代以降、民主党が強い勢力を持っている。

## 経済

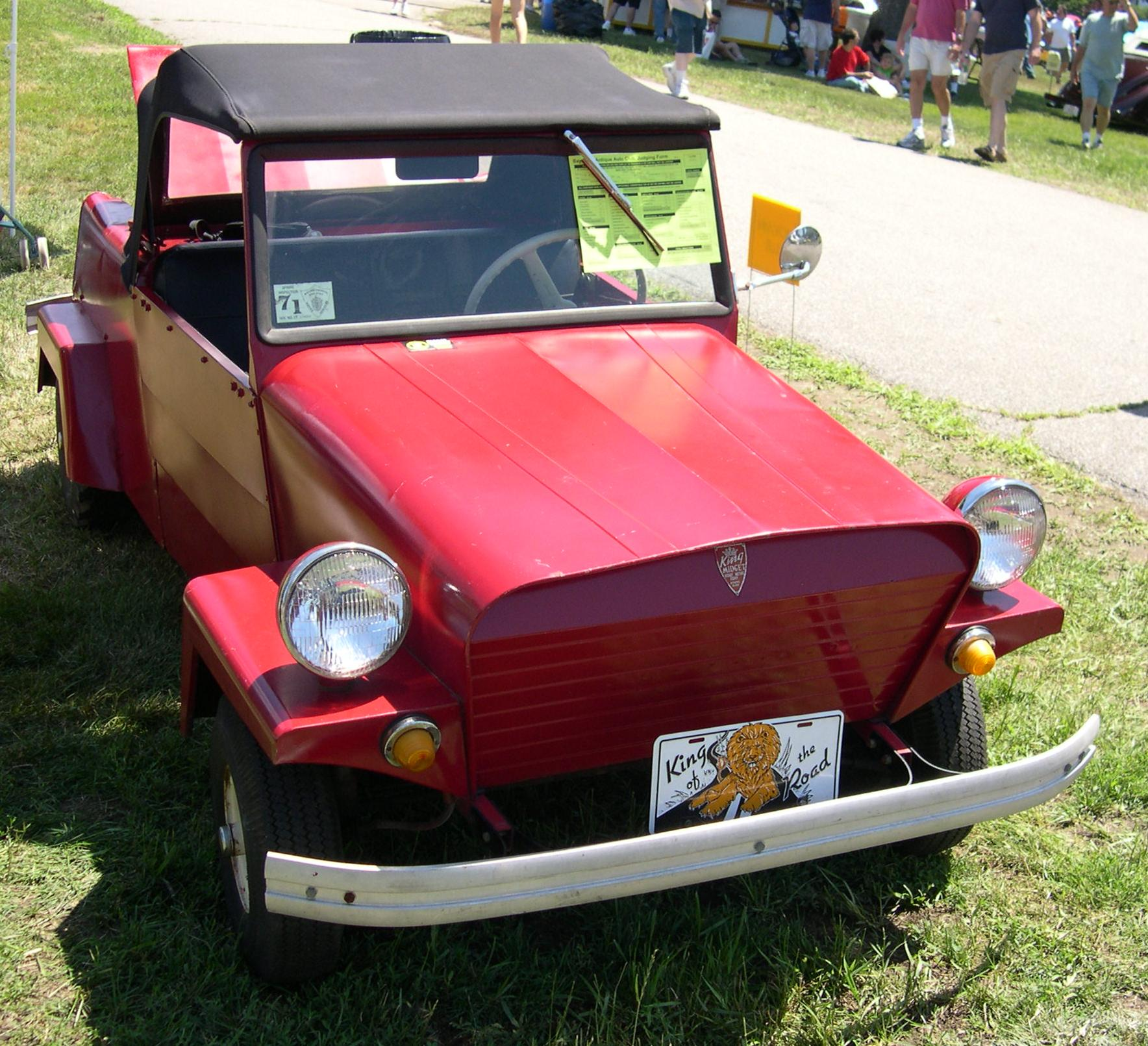
キング・ミジェット

アセンズはその初期から大学町として知られてきた。しかし、19世紀中盤から20世紀中盤にかけては、アセンズ市およびネルソンビル等の周辺地域を含めたアセンズ郡一帯では石炭の採掘や煉瓦の焼成が主産業となってきた。しかしそれ以降は、良質の石炭は枯渇し、安価な煉瓦が他地域で焼成されるようになったことで、この地における石炭採掘や煉瓦焼成は下火になっていった。また、1946年から1970年にかけては、アセンズにはミジェット・モーターズという自動車製造会社が本社を置き、キング・ミジェットという小型自動車を生産していた。現在では、オハイオ大学がアセンズ市、およびアセンズ郡最大の雇用主となっている。オハイオ大学による直接雇用に加えて、大学関連の観光やイベントによってもたらされる、地元飲食店や店舗、ホテルの売り上げという形でも、オハイオ大学が市の地域経済に与えている影響は大きい。

## 交通
アセンズを含むオハイオ州南東部は州内でも人口の希薄な地域であり、定期旅客便は就航していない。定期旅客便が就航している空港でアセンズに最も近いのは、ウェストバージニア州パーカーズバーグの北東11km、アセンズの中心部から東へ約70kmに立地するミッド・オハイオ・バレー地域空港（IATA: PKB）であるが、この空港も自家用機やチャーター機などゼネラル・アビエーションが主で、定期旅客便はシルバー・エアウェイズがワシントン・ダレス国際空港への便を1日1-3便（便によってはモーガンタウンもしくはクラークスバーグ経由）発着させているのみにとどまる。より規模が大きく、発着便数の多い商業空港としては、州都コロンバスのダウンタウンから東へ11km、アセンズの中心部からは北西へ約110kmに立地するポート・コロンバス国際空港（IATA: CMH）が挙げられる。同空港からは、西海岸の一部を除く、3大航空会社各社のハブ空港からの便が就航している。なお、アセンズの中心部から南西へ19km、南西郊のオールバニ村には、オハイオ大学が所有するオハイオ大学空港（IATA: ATO、FAA: UNI）が立地している。こちらはゼネラル・アビエーションが主で、同学の航空学部の実習にも使われている。
アセンズには州間高速道路は通っていないが、ともにアセンズ市内では4車線の立体交差になっている国道33号線と国道50号線が交わる。国道33号線は北西へコロンバスへと通じ、途中ランカスター近郊などの区間で一部高速道路規格になっている。国道50号線は西へはチリコシー、東へはパーカーズバーグへと通じ、パーカーズバーグの東でI-77に接続する。

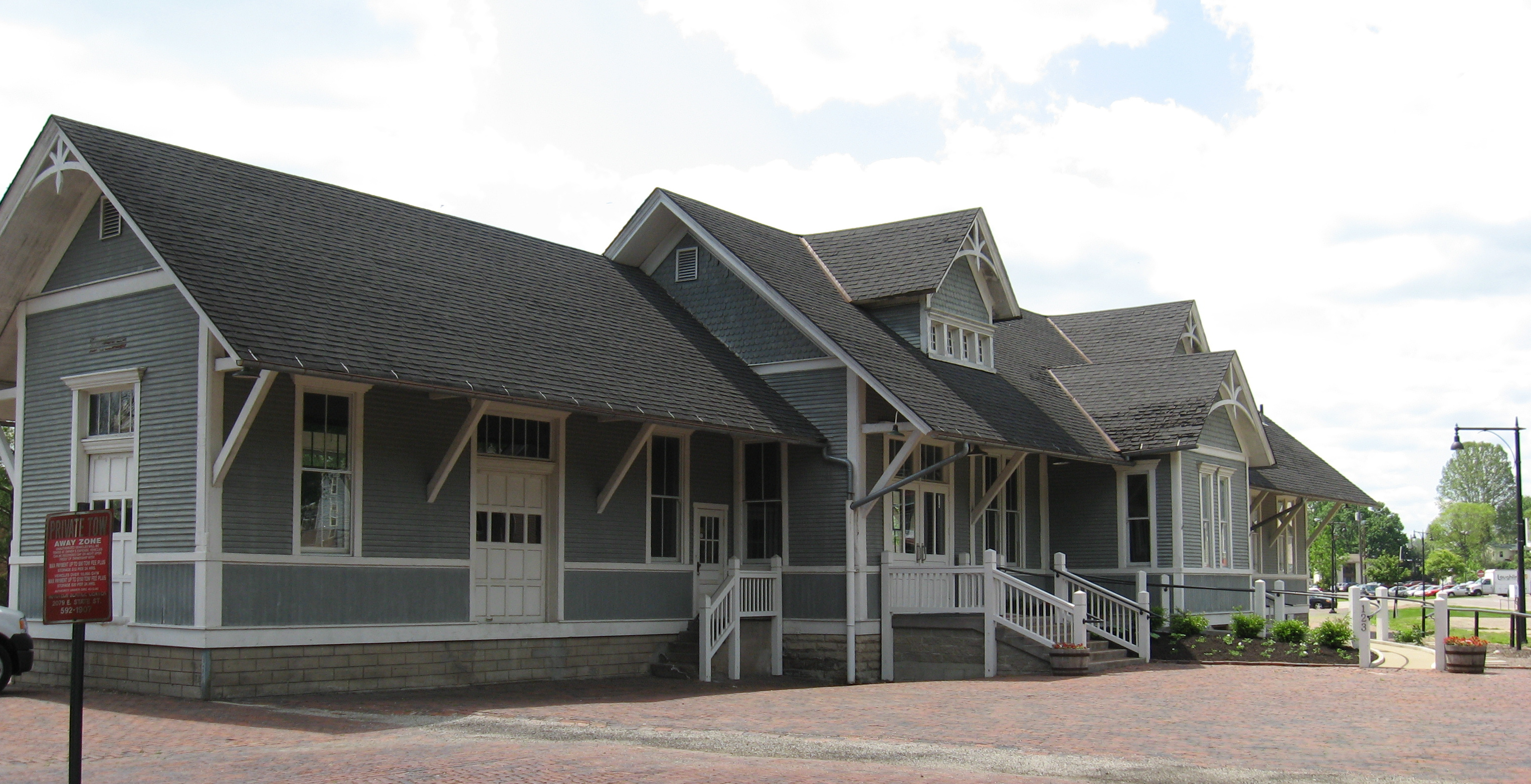
ボルチモア・アンド・オハイオ鉄道アセンズ駅舎跡

かつては、アセンズはボルチモアからシンシナティを経由してセントルイスに至る、ボルチモア・アンド・オハイオ鉄道の幹線の1つが経由する地であった。1970年代後半には、ワシントンD.C.とシンシナティを結んだ、アムトラックのシェナンドー号がこの駅に停車した。この駅舎は、1983年に国家歴史登録財に指定された。現在では、線路は撤去され、駅舎のみが往時の姿をとどめている。
アセンズにはグレイハウンドのバスこそ停車しないが、同社と提携しているゴーバスのバス・ストップが市北東部のアセンズ・コミュニティ・センター、およびオハイオ大学内の2ヶ所に設置されている。これらのバス・ストップからは、コロンバス、クリーブランド、シンシナティのオハイオ州3大都市や、パーカーズバーグへの便が発着する。コロンバスへの便は、前述のポート・コロンバス国際空港にも停車する。
市内の公共交通機関としては、アセンズ公共交通（APT）の運営する路線バス網がアセンズ市内をカバーしている。この路線バス網は、オハイオ大学のベーカー・ユニバーシティー・センター前を中心として、市南部と市北東部とを結ぶ3系統（#2、#3、#4）、および市北西部循環の2系統（#5、#6）の計5系統を有し、毎時1本（#4のみ毎時2本）運行されている。また、オハイオ大学はAPTとは別個に、ベイカー・ユニバーシティー・センターをはじめとするキャンパス内各所と、駐車場や学生寮とを結ぶ路線バス網や、ポート・コロンバス国際空港へのシャトルバスを有している。

## 教育

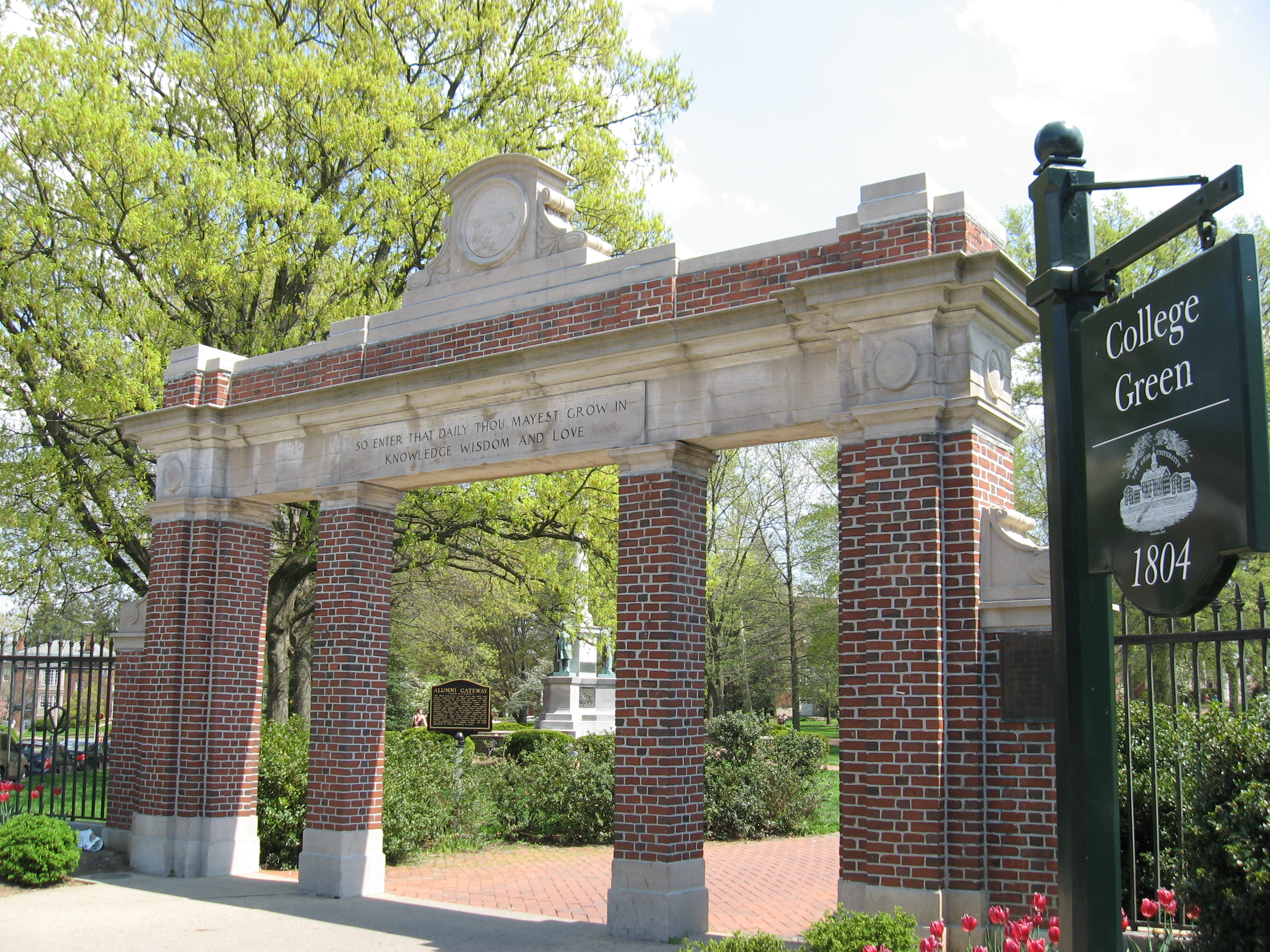
オハイオ大学の校門

オハイオ大学のキャンパスは市中心部南側の大部分を占め、その敷地面積は1,850エーカー（7.5km2）に及ぶ。同学は1804年に創立した、オハイオ州最古の大学である。同学は11学部を有する総合大学で、学部生約17,000人、大学院生約5,000人、医学生約600人の学生を抱えている。また、同学はアセンズの本部キャンパスのほか、州内8ヶ所に地方キャンパスを有しており、その学生数の合計は約10,000人にのぼる。USニューズ&ワールド・レポートの大学ランキングでは、同学は全米の総合大学の中で上位150位以内に入る評価を受けている。同学のスポーツチーム、ボブキャッツはNCAAディビジョンI（フットボールはFBS/旧I-A）のミッドアメリカン・カンファレンスに所属しており、男子6種目、女子9種目で競っている。特にフットボールにおいては、ボブキャッツはマイアミ大学レッドホークスとの間に、Battle of the Bricks （赤レンガの戦い）と呼ばれるライバル関係を築いている。
アセンズにおけるK-12課程は、主にアセンズ市学区の管轄下にある公立学校によって支えられている。同学区は早期幼児教育校1校、小学校（1-6年生）4校、中学校（7-8年生）1校、および高校（9-12年生）1校を有している。.
アセンズ郡公立図書館はネルソンビルに本館を、またアセンズを含め、郡内6ヶ所に支館を置いている。同館は1935年にネルソンビル公立学区の拡張サービスとして始まったもので、現在では7館あわせて32万冊を蔵書している。

## 文化

### ハロウィン

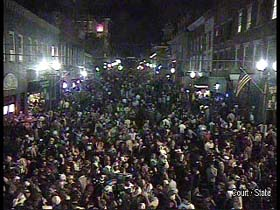
ハロウィンの路上パーティー

毎年10月31日に最も近い土曜日には、市中心部のコート・ストリート上、3ブロックにわたる区間でハロウィンの路上パーティーが開催される。このパーティーは、1974年にオハイオ大学の学生が始めたもので、それ以来、毎年30,000人もの参加者が集まるものにまでなっている。このパーティーはボランティアのアセンズ・クリーン・アンド・セーフ・ハロウィン委員会によって運営されている。同委員会は資金調達から当日の交通規制、そして何よりも、パーティーを事故無く終えることに責任を負っている。オハイオ大学の学生が寮に、パーティーで来た友人等のゲストを泊めることも多いため、大学側ではその対策として、寮へのゲストの宿泊を有料化し、その収益を、同学の新入生全員に義務付けているアルコール教育の費用に充てている。また、警備の強化や交通規制、パーティー後の片付けなどのために、オハイオ大学は毎年100,000ドル、市当局も50,000-65,000ドルを投じている。加えて、オハイオ大学はグリーン・ジャケットと呼ばれるボランティアを組織し、当日の案内や、負傷者の応急手当にあたっている。このハロウィンのパーティーの存在に加えて、かつてロボトミーで知られたアセンズ州立病院にまつわるゴースト・ストーリーの数々から、アセンズは全米で、そして世界でも最も「取り憑かれた」場所の1つにしばしば数えられる。

### 文化施設と名所

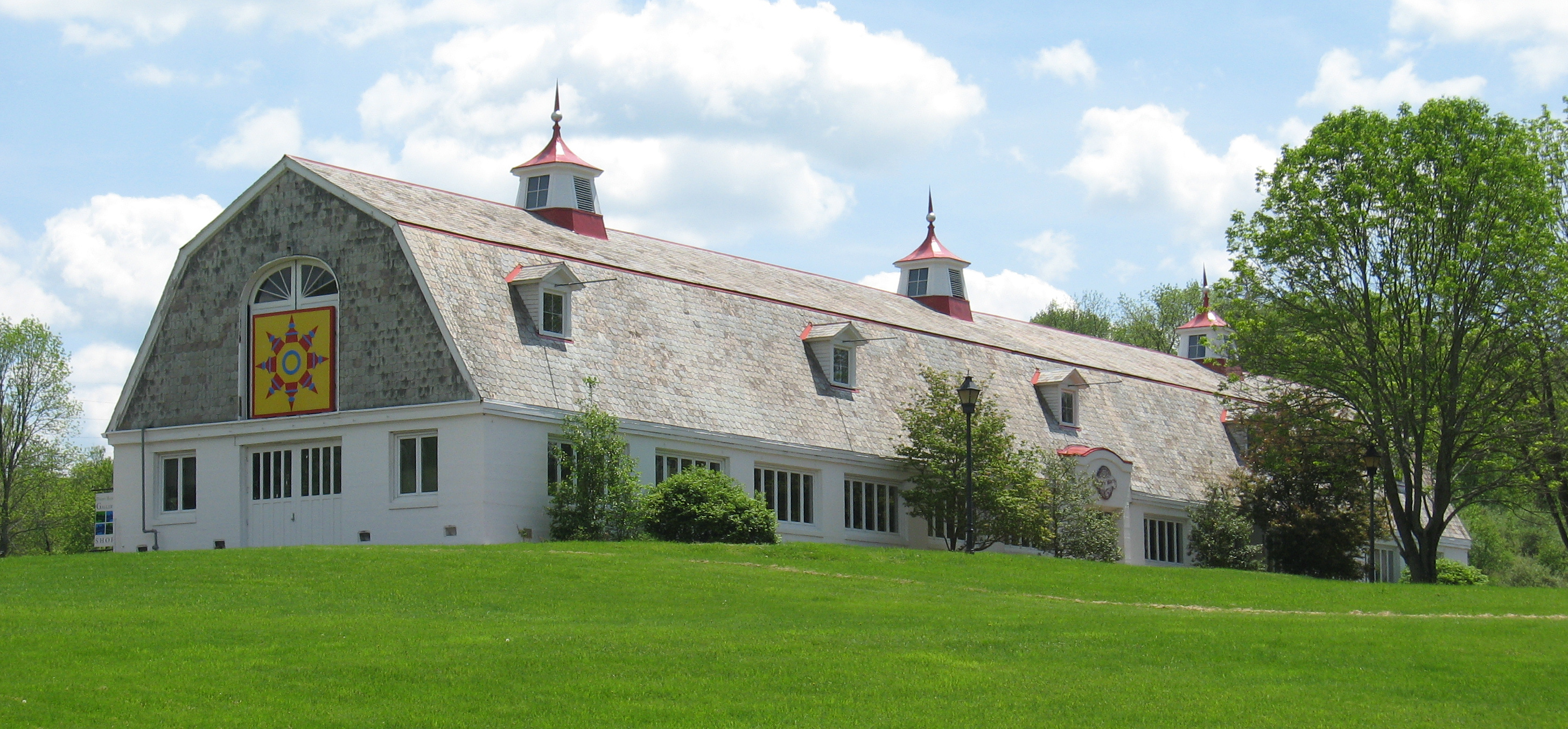
乳牛舎芸術センター

オハイオ大学キャンパス内の南西部には、旧アセンズ州立病院を転用したケネディ美術館が立地している。同館は特に、南西部のネイティブ・アメリカンによる、織物やトルコ石宝飾、銀細工の作品の収集・保存に力を入れている。そのさらに南西には、旧アセンズ州立病院乳牛舎を転用した、乳牛舎芸術センターが立地している。同館は地元出身の現代芸術家による作品の展示を通じて、その育成に力を入れている。また、同館はキルト・ナショナルという企画展示を通じて、芸術としてのキルトを伝え、後世に残していく役割を果たしている。芸術作品の展示に加えて、同館はワークショップや芸術教室、キャンプなど、芸術教育の場も提供している。旧アセンズ州立病院は1980年に、また旧アセンズ州立病院乳牛舎は1978年に、それぞれ国家歴史登録財に指定された。

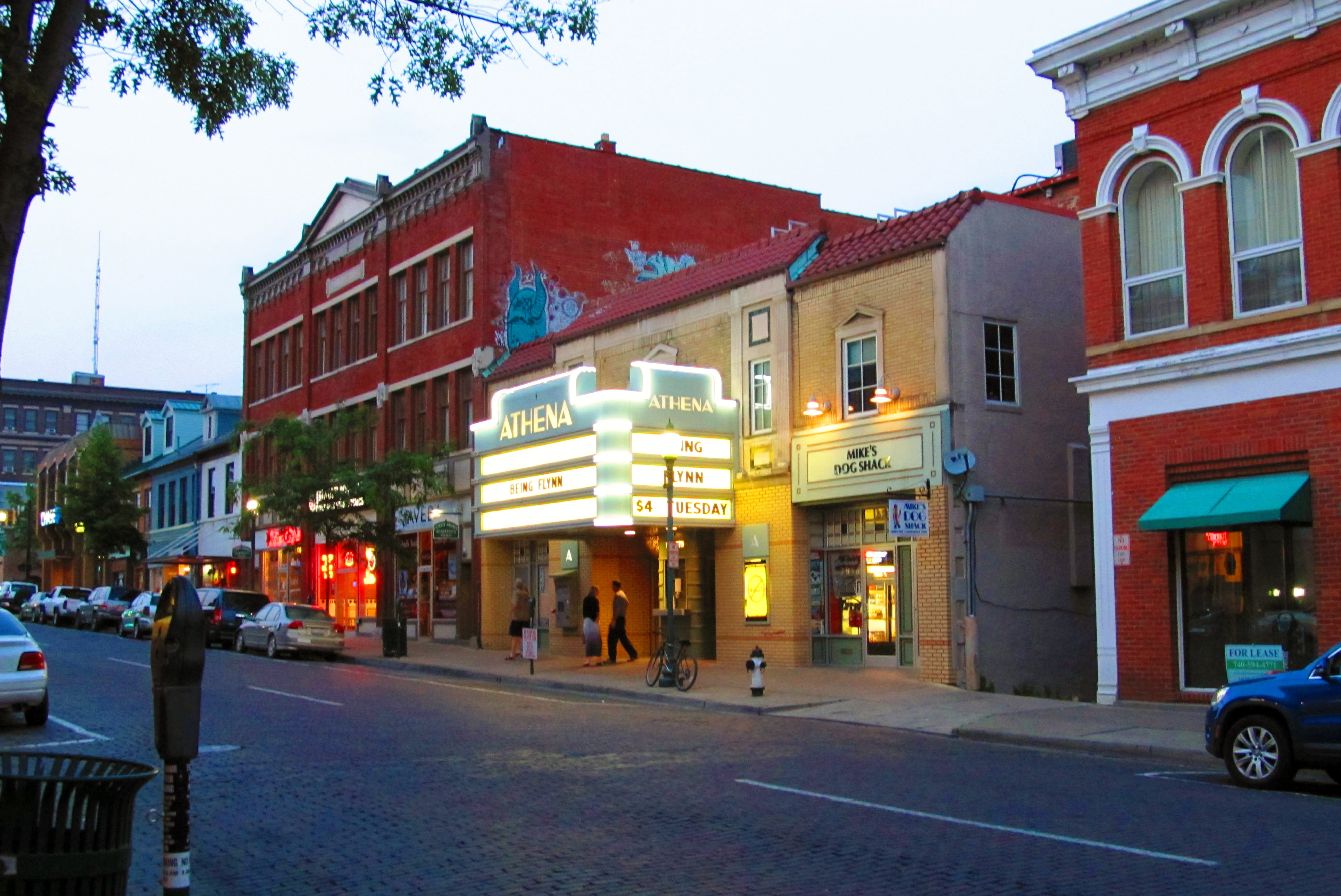
アセナ・シネマ

市の中心部、ワシントン・ストリートとコート・ストリートの南東角から3軒目には、アセナ・シネマという映画館が立地している。このアール・デコ調の映画館は1915年に建てられたもので、2001年にオハイオ大学が買収・修復し、現在に至っている。同じく市の中心部、ローズ・アベニューがコート・ストリートに突き当たる南西角には、アセンズ郡歴史協会博物館が立地している。同館はアセンズ郡の歴史に関する事物、写真、および家系図など、約60,000点を収蔵している。また、市東北部のユニバーシティ・モール内には、特に子供が実際に手で触れて知ることのできる展示物を展示する、オハイオ・バレー発見博物館が立地している。

## 人口推移
以下にアセンズ市における1810年から2010年までの人口推移を表およびグラフでそれぞれ示す。
| 統計年 | 人口     |
| ------ | -------- |
| 1810年 | 578人    |
| 1820年 | 1,094人  |
| 1830年 | 728人    |
| 1840年 | 710人    |
| 1850年 | 808人    |
| 1860年 | 2,852人  |
| 1870年 | 1,696人  |
| 1880年 | 2,457人  |
| 1890年 | 2,620人  |
| 1900年 | 3,066人  |
| 1910年 | 5,463人  |
| 1920年 | 6,418人  |
| 1930年 | 7,252人  |
| 1940年 | 7,696人  |
| 1950年 | 11,660人 |
| 1960年 | 16,470人 |
| 1970年 | 23,310人 |
| 1980年 | 19,801人 |
| 1990年 | 21,265人 |
| 2000年 | 21,342人 |
| 2010年 | 23,832人 |

## 註
1. 1 2 3 4  Athens, Ohio. Ohio History Central. 2015年10月25日閲覧.
2. 1 2  American FactFinder. U.S. Census Bureau. 2011年2月4日.
3. ↑  Campbell, Joseph. The Way of the Animal Powers. Volume 1. Historical Atlas of World Mythology. London: Summerfield Press. 1983年.
4. ↑  Mensonge, Joseph. Early Inhabitants of the Ohio Valley. Athens, Ohio: Ohio University Press. 2004年.
5. ↑  Kitchin, Thomas and Earl W. De La Vergne. A General Map of the Middle Dominions Belonging to the United States of America. London: Laurie & Whittle. 1794年.
6. ↑  Athens County. Ohio History Central. 2015年10月25日閲覧.
7. ↑  Knight, George W. History and Management of Federal Land Grants for Education in the Northwest Territory. Volume 1. The Papers of the American Historical Association. New York & London: G. P. Putnam's Sons, The Knickerbocker Press. 1886年.
8. ↑  The Biographical Annals of Ohio, 1906-1907-1908: A Handbook of the Government and Institutions of the State. Compiled Under the Authority of the Act of April 19, 1904 by A. P. Sandles, Clerk of the Senate, E. W. Doty, Clerk House of Representatives, 77th General Assembly. A revised and enlarged edition of Ohio Statesmen and Hundred Year Book by Col. W. A. Taylor. 1892年.
9. 1 2  Ohio University. Ohio History Central. 2015年10月25日閲覧.
10. ↑  A Legal History of the Ohio University, Athens, Ohio, including Resolutions of Congress, Contracts, Territorial and State Enactments, Judicial Decisions, etc. Compiled and Published by Authority of the Board of Trustees. Columbus, Ohio: Cott & Hann, Book Printers. 1881年.
11. 1 2 3 4 5  OHIO - Athens County. National Register of Historic Places. 2015年10月27日閲覧.
12. ↑  "War on the Streets of Athens". The Athens Messenger. 1905年8月25日.
13. ↑  The Battle of Athens. WOUB. 2011年10月13日. 2015年10月25日閲覧.
14. 1 2  Straw, Richard. "Images of America: Athens". Arcadia Publishing. 2007年. ISBN 978-0738550664.
15. ↑  Penrose, Christopher D., Karen T. Ricker, and Larry C. Brown. Water Resources of Athens County Archived 2015年9月28日, at the Wayback Machine.. Ohioline. College of Food, Agricultural, and Environmental Sciences, Ohio State University. 2015年10月27日閲覧.
16. 1 2  Historical Weather for Athens, Ohio, United States of America. Weatherbase.com. 2015年10月28日閲覧.
17. ↑  Uptown and Near Court Street. Campus Map. Ohio University. 2015年10月28日閲覧.
18. ↑  Buildings West of Chubb Hall. Campus Map. Ohio University. 2015年10月28日閲覧.
19. ↑  Haning Hall. Campus Map. Ohio University. 2015年10月28日閲覧.
20. ↑  Mayor. City of Athens. 2015年10月31日閲覧.
21. ↑  "Chapter 3.04. - Executive; Mayor". Athens, Ohio - Code of Ordinances. Supplement 6. City of Athens. 2015年2月27日
22. ↑  "Chapter 3.03. - Executive; Other Officials". Athens, Ohio - Code of Ordinances. Supplement 6. City of Athens. 2015年2月27日
23. ↑  City Council. City of Athens. 2015年10月31日閲覧.
24. 1 2  "Chapter 3.02. - Legislative; Council". Athens, Ohio - Code of Ordinances. Supplement 6. City of Athens. 2015年2月27日
25. ↑  Exner, Rich. Ohio presidential election results since 1960: Statistical Snapshot. Northeast Ohio Media Group. 2012年9月3日. 2015年10月31日閲覧.
26. ↑  Quinn, Sandra Mitchell. History of the Hocking Valley Brick Industry. 2015年11月2日閲覧.
27. ↑  Athens County, Ohio Coal Mines. Genealogy Trails. 2015年11月2日閲覧.
28. ↑  The King Midget History. The International King Midget Car Club, Inc. 2015年11月2日閲覧.
29. ↑  Mid-Ohio Valley Rgn'l. (Form 5010[リンク切れ]) Airport Master Record. Federal Aviation Administration. 2015年10月15日. 2015年11月3日閲覧.
30. ↑  Schedule of Flights at PKB Archived 2015年8月15日, at the Wayback Machine.. Mid-Ohio Valley Regional Airport. 2015年11月3日閲覧.
31. ↑  Port Columbus Int'l. (Form 5010[リンク切れ]) Airport Master Record. Federal Aviation Administration. 2015年10月15日. 2015年11月3日閲覧.
32. ↑  Ohio University. (Form 5010 Archived 2016年3月5日, at the Wayback Machine.) Airport Master Record. Federal Aviation Administration. 2015年10月15日. 2015年11月3日閲覧.
33. ↑  Home. Gordon K. Bush Airport, Ohio University. 2015年11月3日閲覧.
34. ↑  Washington-Harpers Ferry-Cumberland-Cincinnati. Amtrak. 1976年.
35. ↑  Columbus-Athens-Parkersburg Stop Locations, Cleveland-Parkersburg-Athens Stop Locations, Cincinnati-Athens Stop Locations. GOBUS. 2015年11月2日閲覧.
36. ↑  Rider Guide. p.2. Athens Public Transit. 2015年8月3日. 2015年11月3日閲覧.
37. ↑  OHIO Transportation Services. Ohio University. 2015年11月3日閲覧.
38. 1 2  Focus on OHIO. Ohio University. 2015年11月3日閲覧.
39. ↑  Best Colleges 2016: National Universities Rankings. p.12. U.S. News & World Report. 2015年. 2015年11月3日閲覧.
2016年版（2015年発行）では135位であった。
40. ↑  MAC Spotlight: Miami-Ohio Rivalry. Mid-American Conference. 2015年10月8日. 2015年11月3日閲覧.
41. ↑  Branches. Athens County Library. 2015年11月3日閲覧.
42. ↑  About.  Athens County Library. 2015年11月3日閲覧.
43. ↑  About. Athens Halloween. 2015年11月4日閲覧.
44. ↑  Edwards, Mary Mogan. Ohio University braces for Halloween street party. Columbus Dispatch. 2015年10月27日. 2015年11月4日閲覧.
45. ↑  Moore, Jamie. America's 10 most haunted cities. USA Today. 2012年11月14日. 2015年11月4日閲覧.
46. ↑  10 Most Terrifying Places on Earth. Listverse. 2010年7月7日. 2015年11月4日閲覧.
47. ↑  Collections. Kennedy Museum of Art, Ohio University. 2015年11月5日閲覧.
48. ↑  Exhibitions. The Dairy Barn Arts Center. 2015年11月5日閲覧.
49. ↑  Quilt National. The Dairy Barn Arts Center. 2015年11月5日閲覧.
50. ↑  Education. The Dairy Barn Arts Center. 2015年11月5日閲覧.
51. ↑  History. Athena Cinema. 2015年11月5日閲覧.
52. ↑  Collections. Athens County Historical Society and Museum. 2015年11月5日閲覧.
53. ↑  About Us Archived 2015年11月18日, at the Wayback Machine.. Ohio Valley Museum of Discovery. 2015年11月5日閲覧.
54. ↑  Gibson, Campbell. Population of the 100 Largest Cities and Other Urban Places in the United States: 1790 to 1990. US Census Bureau. 2005年.

## 推奨文献
- Beatty, Elizabeth G. and Marjorie S. Stone. Getting to Know Athens County. Athens, Ohio: The Stone House. 1984年. ASIN B0006EH5QM.
- Daniel, Robert L. Athens, Ohio: The Village Years. Athens, Ohio: Ohio University Press. 1997年. ISBN 978-0821411964.